# 대전대덕경찰서
대전대덕경찰서(大田大德警察署, 영어: Daejeon Daedeok Police Station)는 대전광역시경찰청이 관할하는 경찰서 중 하나이다. 대전광역시 대덕구 전체를 관할한다. 대전광역시 대덕구 계족로 670에 위치하고 있다.
서장은 총경으로 보한다.

## 연혁
- 1992년 10월 17일: 대전북부경찰서 개서(문평동)
- 2007년 11월 30일: 대전대덕경찰서로 변경
- 2019년 7월 22일: 법동으로 이전(구 동부경찰서 자리)

## 관할 파출소 및 지구대
대전대덕경찰서는 3개의 지구대와 1개의 파출소를 산하에 두고 있다.
| 명칭         | 주소          | 관할구역                                  | 치안센터     |
| ------------ | ------------- | ----------------------------------------- | ------------ |
| 신탄진지구대 | 대덕대로 1472 | 신탄진동, 석봉동, 덕암동, 목상동          |              |
| 중리지구대   | 한밭대로 1084 | 중리동, 오정동, 대화동                    | 대화치안센터 |
| 송촌지구대   | 송촌로 65     | 법2동, 송촌동, 비래동                     | 비래치안센터 |
| 회덕파출소   | 대전로 1386   | 법1동, 읍내동, 연축동, 신대동, 와동, 장동 |              |

## 같이 보기
- 대전광역시지방경찰청